# Elisha Haley
Elisha Haley (* 21. Januar 1776 in Groton, Colony of Connecticut; † 22. Januar 1860 ebenda) war ein US-amerikanischer Politiker. Zwischen 1835 und 1839 vertrat er den Bundesstaat Connecticut im US-Repräsentantenhaus.

## Werdegang
Elisha Haley besuchte die öffentlichen Schulen seiner Heimat und arbeitete danach in der Landwirtschaft. Später begann er auch eine politische Laufbahn. Zwischen 1820 und 1834 saß er mehrfach als Abgeordneter im Repräsentantenhaus von Connecticut. Im Jahr 1830 war er Mitglied des Staatssenats. Außerdem war er Hauptmann in der Miliz seines Staates.
Haley war ein Anhänger von Andrew Jackson und wurde später Mitglied der von diesem gegründeten Demokratischen Partei. Bei den Kongresswahlen des Jahres 1834 wurde er in das US-Repräsentantenhaus in Washington, D.C. gewählt, wo er am 4. März 1835 das bisher von Ebenezer Young ausgeübte Mandat übernahm. Nach einer Wiederwahl im Jahr 1836 konnte er bis zum 3. März 1839 im Kongress verbleiben. Ab 1837 war er Vorsitzender des Ausschusses zur Kontrolle der öffentlichen Ausgaben.
Nach dem Ende seiner Zeit im US-Repräsentantenhaus zog sich Haley aus der Politik zurück. Er arbeitete in den folgenden Jahren im Baugewerbe. Elisha Haley starb im Januar 1860 in seinem Geburtsort Groton.